# Gabriel Coronel
Pour les articles homonymes, voir Coronel.
Gabriel Eduardo Coronel Petrilli (né le 13 février 1987, à Barquisimeto, État de Lara, au Venezuela) est un acteur de théâtre, de télévision, un chanteur et un mannequin vénézuélien,.
Il est connu pour avoir joué de 2007 à 2008 dans la série Somos tú y yo dans le rôle de Gabo ainsi de 2009 à 2010 le rôle de Gabriel Velásquez dans la série Somos tú y yo, un nuevo día, deux productions de Boomerang. En 2012, il obtient le rôle de Mauricio Blanco dans la telenovela américaine Relaciones peligrosas.

## Filmographie
- 2007-2008: Somos tú y yo
- 2009: Somos tú y yo, un nuevo día
- 2012 : Relaciones peligrosas
- 2013 : Marido en alquiler
- 2014 : Reina de corazones
- 2019 : Betty en NY